# 长穗紫金牛
长穗紫金牛（学名：Ardisia pingbienensis）为報春花科紫金牛属下的一个种。

## 扩展阅读
- 維基物種上的相關：长穗紫金牛